# Bearpaw High Sierra Camp
Le Bearpaw High Sierra Camp est un terrain de camping américain situé dans le comté de Tulare, en Californie. Situé à 2 334 mètres d'altitude dans la Sierra Nevada, il est protégé au sein du parc national de Sequoia. Par ailleurs inscrit au Registre national des lieux historiques depuis le 21 avril 2016, il est opéré par Delaware North.